# Matthew Laurance
Matthew Laurance (New York, 2 maart 1950) is een Amerikaanse acteur. 
Laurance is hier vooral bekend van de tienersoapserie Beverly Hills, 90210 als Mell Silver.

## Biografie
Laurance werd geboren in de borough Queens van New York en heeft een tweelingbroer. Laurence is in 2003 getrouwd, heeft twee kinderen, en geeft momenteel commentaar voor Fox Sports Net in Detroit (Michigan).

## Filmografie

### Films
- 2009 - Port City - als Pruitt
- 2000 - The Extreme Adventures of Super Dave - als dokter van Timmy
- 1999 - A Twist of Faith - als Frankovich
- 1998 - Perfect Assassins - als special agent Clark
- 1995 - Night of the Running Man - als Eric Nichols
- 1990 - Sibling Rivalry - als dr. Casey Hunter
- 1989 - Do You Know the Muffin Man - als Marvin Bernstein
- 1989 - Eddie and the Cruisers II: Eddie Lives - als Sal Amato
- 1986 - Popeye Doyle - als Tony Parese
- 1986 - Samaritan: The Mitch Snyder Story - als Max
- 1986 - Ordinary Heroes - als ??
- 1985 - St. Elmo's Fire - als Ron Dellasandro
- 1985 - Consenting Adult - als Nate
- 1984 - Best Defense - als Ali
- 1984 - Streets of Fire - als Ardmore
- 1983 - Eddie and the Cruisers - als Sal Amato
- 1981 - Prince of the City - als Ronnie Ciello

### Televisieseries
Uitgezonderd eenmalige gastrollen.
- 2004 - One Tree Hill - als dokter (2 afl.)
- 1991 - 2000 Beverly Hills, 90210 - als Mel Silver (36 afl.)
- 1990 - Cop Rock - als Michael Weinstein (2 afl.)
- 1987 - 1989 - Duet - als Ben Coleman (54 afl.)
- 1986 - 1987 - My Sister Sam - als Steve (2 afl.)
- 1980 - 1981 - Saturday Night Live - als diverse personages (10 afl.)